# Myopia
Myopia er det fjerde studiealbum fra den danske singer-songwriter Agnes Obel, der udkom den 21. februar 2020.
Der blev udgivet tre singler forud for albummet; "Island of Doom", "Broken Sleep" og "Parliament of Owls". Albummet blev godt modtaget.

## Spor
| Myopia trackliste | Myopia trackliste    | Myopia trackliste | Myopia trackliste | Myopia trackliste | Myopia trackliste | Myopia trackliste | Myopia trackliste | Myopia trackliste | Myopia trackliste |
| #                 | Titel                | Længde            |                   |                   |                   |                   |                   |                   |                   |
| ----------------- | -------------------- | ----------------- | ----------------- | ----------------- | ----------------- | ----------------- | ----------------- | ----------------- | ----------------- |
| 1.                | "Camera's Rolling"   | 4:44              |                   |                   |                   |                   |                   |                   |                   |
| 2.                | "Broken Sleep"       | 4:55              |                   |                   |                   |                   |                   |                   |                   |
| 3.                | "Island of Doom"     | 5:29              |                   |                   |                   |                   |                   |                   |                   |
| 4.                | "Roscian"            | 2:17              |                   |                   |                   |                   |                   |                   |                   |
| 5.                | "Myopia"             | 5:16              |                   |                   |                   |                   |                   |                   |                   |
| 6.                | "Drosera"            | 2:27              |                   |                   |                   |                   |                   |                   |                   |
| 7.                | "Can't Be"           | 3:26              |                   |                   |                   |                   |                   |                   |                   |
| 8.                | "Parliament of Owls" | 2:30              |                   |                   |                   |                   |                   |                   |                   |
| 9.                | "Promise Keeper"     | 4:29              |                   |                   |                   |                   |                   |                   |                   |
| 10.               | "Won't You Call Me"  | 4:17              |                   |                   |                   |                   |                   |                   |                   |
| 39:50             |                      |                   |                   |                   |                   |                   |                   |                   |                   |

## Hitlister

### Ugentlige hitlister
| Hitliste (2020)               | Højeste placering |
| ----------------------------- | ----------------- |
| Østrig (Ö3 Austria)           | 19                |
| Belgien (Ultratop Flanderen)  | 11                |
| Belgien (Ultratop Vallonien)  | 6                 |
| Danmark (Album Top-40)        | 11                |
| Holland (Album Top 100)       | 15                |
| Tyskland (Offizielle Top 100) | 9                 |
| Polen (ZPAV)                  | 39                |
| Portugal (AFP)                | 33                |
| Skotland (OCC)                |                   |
| Spanish Albums (PROMUSICAE)   | 33                |
| Schweiz (Schweizer Hitparade) | 5                 |
| Storbritannien (OCC)          | 34                |

### Årshitliter
| Hitliste (2020)                    | Plcering |
| ---------------------------------- | -------- |
| Belgian Albums (Ultratop Wallonia) | 186      |